# 嘉義縣六腳鄉蒜頭國民小學
嘉義縣六腳鄉蒜頭國民小學（簡稱蒜頭國小）是位於臺灣嘉義縣六腳鄉的國民小學，是六腳鄉最早設立及學生最多的國小，其最初為日治時期1911年創立的蒜頭公學校，設立至今已超過百年。

## 介紹
1910年12月，嘉義廳灣內區長陳地、六腳佃區長呂曻平向嘉義廳長陳情設立「蒜頭公學校」，並在1911年2月24日經臺灣總督府許可設立，同年4月15日在永安宮開始上課，學生有男生139人、女生8人；同年8月26日，學校遷至甫落成的新校舍。在1912年因暴風雨造成校舍損毀，因此學校暫時借用永安宮及黃服的家屋上課，直到校舍修復完成後再遷回。1918年4月，設置「六腳佃分校」（今六腳國小）。1919年4月，設置「六斗尾分校」（今六美國小）。1921年4月，設立「灣內分離教室」（今灣內國小）。1936年4月，設置高等科；5月，鋼筋混凝土校舍完工；同年6月27日舉行創立25周年紀念祝賀會，並在12月16日舉行二宮尊德銅像除幕式。1937年2月，由呂憲發捐款設立的升旗臺完工，此時的蒜頭公學校學生有本科807人、高等科224人。1941年4月，學校改制為「蒜頭北國民學校」，此時地址為臺南州東石郡蒜頭庄蒜頭367番地。
二戰後，學校在1946年1月改為「六腳鄉第二國民學校」。1947年3月改稱「蒜頭國民學校」。1968年8月，因九年國民教育實施而改名為「蒜頭國民小學」。1973年8月，設立「潭墘分校」。2005年8月，蒜南國小併入蒜頭國小，改稱蒜頭國小蒜南分校。2006年8月1日，蒜南分校被裁撤廢校。

## 校友
- 伍佰
- 廖正豪
- 侯西泉[3]